# عاصفة على الريف (فلم)
عاصفة على الريف هو فيلم مصري إنتاج سنة 1941 إخراج احمد بدرخان وتأليف بديع خيري بطولة محمود المليجي، زوزو نبيل، يوسف وهبي، امينة رزق، حسين رياض وفاخر فاخر إنتاج شركة مصر للتمثيل والسينما.

## قصة الفيلم
في إطار حربه ضد وباء الطاعون يتصارع مفتش الصحة الدكتور أشرف مع كل رموز الدجل والشعوذة في القرية والمتمثلة في حلاق الصحة والعمدة والعطار حيث يقع مفتش الصحة الدكتور «أشرف» في مشكلات عديدة بسبب عمله في إحدى القرى التي ذهب للعمل بها، إذ يكون عقبة في طريق حلاق الصحة والعمدة والعطار في البلد. ومن ثم كل من يمارس الدجل والشعوذة، يلوح الفشل في مقاومته لكل هذا الجهل، ويتآمر الجميع من أجل تحقيق مكاسبهم، لكنه لا يتراجع عن مواجتهم إلى أن يتحقق له النصر بعد أن يخلص البلد من وباء الطاعون.